# X Arietis
X Arietis är en pulserande variabel av RR Lyrae-typ (RRAB) i stjärnbilden Väduren.
Stjärnan varierar mellan magnitud +9,036 och 9,966 med en period av 0,6511796 dygn eller ungefär 15,6 timmar.